# Автономный уезд (КНР)
Автоно́мный уе́зд (自治县, цзычжисянь) — автономные административные единицы уездного уровня в Китае. Представляют собой уезды с одним или несколькими титульными национальными меньшинствами, по аналогии с автономными районами или автономными округами. Всего в Китае 117 автономных уездов и 3 автономных хошуна. Последние представлены только во Внутренней Монголии и ничем не отличаются от собственно автономных уездов, кроме названия.
Самый населённый автономный уезд Вэйнин-И-Хуэй-Мяоский автономный уезд — 993 771 (1999) человек, а самый малонаселённый Аксай-Казахский автономный уезд — 8891 (2000) человек.
Самая большая территория у Субэй-Монгольского автономного уезда 54 748 км².

## Список

### Внутренняя Монголия
| № | Русское название                     | год создания | Численность населения (год) | Китайское название     | Пиньинь                    | Основные народы | Местное название                       | Столица     |
| - | ------------------------------------ | ------------ | --------------------------- | ---------------------- | -------------------------- | --------------- | -------------------------------------- | ----------- |
| 1 | Орочонский автономный хошун          | (1951)       | 280 000 (2004)              | 鄂伦春自治旗           | Èlúnchūn Zìzhìqí           | орочоны — 0,7%  | ?                                      | Алихэ       |
| 2 | Эвенкийский автономный хошун         | (1958)       | 146 800 (2000)              | 鄂温克族自治旗         | Èwēnkèzú Zìzhìqí           | эвенки — 6,63%  | Ewengki mvvngkeng isihēr gosa          | Баянь Тохай |
| 3 | Морин-Дава-Даурский автономный хошун | (1958)       | 320 000 (2004)              | 莫力达瓦达斡尔族自治旗 | Mòlìdáwǎ Dáwò'ěrzú Zìzhìqí | дауры           | Morin Dawaa Daor weerie ixkiewu guasei | Ниэрцзи     |

### Ганьсу
| № | Русское название                                  | год создания | Численность населения (год) | Китайское название             | Пиньинь                                         | Основные народы                        | Местное название                                                            | Столица      |
| - | ------------------------------------------------- | ------------ | --------------------------- | ------------------------------ | ----------------------------------------------- | -------------------------------------- | --------------------------------------------------------------------------- | ------------ |
| 1 | Аксай-Казахский автономный уезд                   | (1954)       | 8891 (2000)                 | 阿克賽哈萨克族自治县           | Ākèsài Hāsàkèzú Zìzhìxiàn                       | казахи — 30,5%                         | казах.: اقساي قازاق اۋتونومىييالىق اۋدانى Ақсай Қазақ аутономиялық ауданы   | Хунлювань    |
| 2 | Дунсянский автономный уезд                        | (1950)       | 270 000 (2004)              | 东乡族自治县                   | Dōngxiāngzú Zìzhìxiàn                           | дунсян                                 | Dunxianzu zizhixien                                                         | Соунань      |
| 3 | Цзишишань-Баоань-Дунсян-Саларский автономный уезд | (1981)       | 220 000 (2004)              | 积石山保安族东乡族撒拉族自治县 | Jīshíshān Bǎo'ānzú Dōngxiāngzú Sǎlāzú Zìzhìxiàn | баоань, дунсян, салары                 | ?                                                                           | Цуйматань    |
| 4 | Субэй-Монгольский автономный уезд                 | (1950)       | 13 046 (2000)               | 肃北蒙古族自治县               | Sùběi Měnggǔzú Zìzhìxiàn                        | монголы 31,52%                         | ᠰᠤᠪᠧᠢ ᠶᠢᠨ ᠮᠣᠩᠭᠣᠯ ᠥᠪᠡᠷᠲᠡᠭᠡᠨ ᠵᠠᠰᠠᠬᠤ ᠰᠢᠶᠠᠨ/Сүүвэйгийн Монгол өөртөө засах шянь | Данчэнвань   |
| 5 | Сунань-Югурский автономный уезд                   | (1954)       | 35 869 (1999)               | 肃南裕固族自治县               | Sùnán Yùgùzú Zìzhìxiàn                          | жёлтые уйгуры — 24,85 тибетцы — 23,64% | ?                                                                           | Хунваньсы    |
| 6 | Тяньчжу-Тибетский автономный уезд                 | (1950)       | 230 000 (2003)              | 天祝藏族自治县                 | Tiānzhù Zàngzú Zìzhìxiàn                        | тибетцы — 29,87%                       | ཐེན་ཀྲུའུ་བོད་རིགས་རང་སྐྱོང་ཁུལ / then kru bod rigs rang skyong khul                  | Хуацзансы    |
| 7 | Чжанцзячуань-Хуэйский автономный уезд             | (1953)       | 299 277(1999)               | 张家川回族自治县               | Zhāngjiāchuān Huízú Zìzhìxiàn                   | хуэйцзу                                | ?                                                                           | Чжанцзячуань |

### Гуандун
| № | Русское название                      | год создания | Численность населения (год) | Китайское название | Пиньинь                           | Основные народы    | Местное название                            | Столица  |
| - | ------------------------------------- | ------------ | --------------------------- | ------------------ | --------------------------------- | ------------------ | ------------------------------------------- | -------- |
| 1 | Ляньнань-Яоский автономный уезд       | 1953         | 160 000 (2003)              | 连南瑶族自治县     | Liánnán Yáozú Zìzhìxiàn           | яо                 | ?                                           | Ляньнань |
| 2 | Ляньшань-Чжуан-Яоский автономный уезд | 1962         | 110 000 (2003)              | 连山壮族瑶族自治县 | Liánshān Zhuàngzú Yáozú Zìzhìxiàn | чжуаны — 40 % и яо | чжуан.: Lenzsanh Bouxcuengh Yauzcuz Swciyen | Цзитянь  |
| 3 | Жуюань-Яоский автономный уезд         | 1963         | 200 000                     | 乳源瑶族自治县     | Rǔyuán Yáozú Zìzhìxiàn            | яо                 | ?                                           | Жуюань   |

### Гуанси-Чжуанский автономный район
| №  | Русское название                              | год создания | Численность населения (год) | Китайское название | Пиньинь                      | Основные народы       | Местное название | Столица  |
| -- | --------------------------------------------- | ------------ | --------------------------- | ------------------ | ---------------------------- | --------------------- | ---------------- | -------- |
| 1  | Бама-Яоский автономный уезд                   | (1956)       | 240 000 (2004)              | 巴马瑶族自治县     | Bāmǎ Yáozú Zìzhìxiàn         | яо                    | ?                | Бама     |
| 2  | Дахуа-Яоский автономный уезд                  | (1987)       | 420 000 (2004)              | 大化瑶族自治县     | Dàhuà Yáozú Zìzhìxiàn        | яо                    | ?                | Дахуа    |
| 3  | Дуань-Яоский автономный уезд                  | (1955)       | 610 000 (2004)              | 都安瑶族自治县     | Dū'ān Yáozú Zìzhìxiàn        | яо                    | ?                | Аньян    |
| 4  | Фучуань-Яоский автономный уезд                | (1984)       | 286 193(1999)               | 富川瑶族自治县     | Fùchuān Yáozú Zìzhìxiàn      | яо                    | ?                | Фуян     |
| 5  | Гунчэн-Яоский автономный уезд                 | (1990)       | 271 216(2000)               | 恭城瑶族自治县     | Gōngchéng Yáozú Zìzhìxiàn    | яо — 58,6%            | ?                | Гунчэн   |
| 6  | Хуаньцзян-Маонаньский автономный уезд         | (1987)       | 342 485(1999)               | 环江毛南族自治县   | Huánjiāng Máonánzú Zìzhìxiàn | маонань               | ?                | Сыэнь    |
| 7  | Цзиньсю-Яоский автономный уезд                | (1952)       | 150 000 (2004)              | 金秀瑶族自治县     | Jīnxiù Yáozú Zìzhìxiàn       | яо                    | ?                | Цзиньсю  |
| 8  | Лунлиньский многонациональный автономный уезд | (1953)       | 360 000 (2004)              | 隆林各族自治县     | Lōnglín Gèzú Zìzhìxiàn       | мяо — 23,5%, и, гэлао | ?                | Лунлинь  |
| 9  | Луншэнский многонациональный автономный уезд  | (1951)       | 170 000 (2004)              | 龙胜各族自治县     | Lóngshēng Gèzú Zìzhìxiàn     | дун, яо, мяо — 14,6%  | ?                | Луншэн   |
| 10 | Лочэн-Мулаоский автономный уезд               | (1984)       | 354 838 (1999)              | 罗城仫佬族自治县   | Luóchéng Mùlǎozú Zìzhìxiàn   | мулао                 | ?                | Дунмэнь  |
| 11 | Жуншуй-Мяоский автономный уезд                | (1952)       | 485 000 (2007)              | 融水苗族自治县     | Róngshuǐ Miáozú Zìzhìxiàn    | мяо — 40,81%          | ?                | Жуншуй   |
| 12 | Саньцзян-Дунский автономный уезд              | (1952)       | 304 000 (2000)              | 三江侗族自治县     | Sānjiāng Dòngzú Zìzhìxiàn    | дун                   | ?                | Саньцзян |

### Гуйчжоу
| №  | Русское название                       | год создания | Численность населения (год) | Китайское название     | Пиньинь                             | Основные народы                       | Местное название              | Столица  |
| -- | -------------------------------------- | ------------ | --------------------------- | ---------------------- | ----------------------------------- | ------------------------------------- | ----------------------------- | -------- |
| 1  | Даочжэнь-Гэлао-Мяоский автономный уезд | (1987)       | 320 000                     | 道真仡佬族苗族自治县   | Dǎozhēn Gēlǎozú Miáozú Zìzhìxiàn    | гэлао — 35 %, мяо — 23,95 %           | ?                             | Юйси     |
| 2  | Гуаньлин-Буи-Мяоский автономный уезд   | (1981)       | 334 900(2008)               | 关岭布依族苗族自治县   | Guānlíng Bùyīzú Miáozú Zìzhìxiàn    | буи — 20,59 %, мяо — 8,88 %           | ?                             | Гуаньсо  |
| 3  | Саньду-Шуйский автономный уезд         | (1957)       | 310 000(2002)               | 三都水族自治县         | Sāndū Shuǐzú Zìzhìxiàn              | шуйцы — 61 %                          | ?                             | Саньхэ   |
| 4  | Сунтао-Мяоский автономный уезд         | (1956)       | 620 000                     | 松桃苗族自治县         | Sōngtáo Miáozú Zìzhìxiàn            | мяо 36,89 %                           | ?                             | Чэнгуань |
| 5  | Вэйнин-И-Хуэй-Мяоский автономный уезд  | (1954)       | 993 771(1999)               | 威宁彝族回族苗族自治县 | Wēiníng Yízú Huízú Miáozú Zìzhìxiàn | и — 9,6 %, хуэйцзу — 7,5 %, мяо — 6 % | и: ꊈꆀꆈꌠꉇꉈꂯꑿꊨꏦꏱꅉꑤ | Чэнгуань |
| 6  | Учуань-Гэлао-Мяоский автономный уезд   | (1987)       | 421 500 (2003)              | 务川仡佬族苗族自治县   | Wùchuān Gēlǎozú Miáozú Zìzhìxiàn    | гэлао — 34,62 %, мяо — 37,33 %        | ?                             | Дужу     |
| 7  | Яньхэ-Туцзяский автономный уезд        | (1987)       | 561 100 (2003)              | 沿河土家族苗族自治县   | Yánhé Tǔjiāzú Zìzhìxiàn             | туцзя — 68,34 %                       | ?                             | Хэпин    |
| 8  | Иньцзян-Туцзя-Мяоский автономный уезд  | (1987)       | 414 800 (2003)              | 印江土家族苗族自治县   | Yìnjiāng Tǔjiāzú Miáozú Zìzhìxiàn   | туцзя — −56,36 %, мяо — 10,22 %       | ?                             | Пинюань  |
| 9  | Юйпин-Дунский автономный уезд          | (1984)       | 140 000(2002)               | 玉屏侗族自治县         | Yùpíng Dòngzú Zìzhìxiàn             | дун                                   | ?                             | Пинси    |
| 10 | Чжэньнин-Буи-Мяоский автономный уезд   | (1963)       | 350 000(2005)               | 镇宁布依族苗族自治县   | Zhènníng Bùyīzú Miáozú Zìzhìxiàn    | буи — 37,7 %, мяо — 9,82 %            | ?                             | Чэнгуань |
| 11 | Цзыюнь-Мяо-Буиский автономный уезд     | (1966)       | 340 600 (2003)              | 紫云苗族布依族自治县   | Zǐyún Miáozú Bùyīzú Zìzhìxiàn       | буи — 25,4 %, мяо — 33,6 %            | ?                             | Суншань  |

### Ляонин
| № | Русское название                         | год создания | Численность населения (год) | Китайское название     | Пиньинь                          | Основные народы | Местное название                                  | Столица   |
| - | ---------------------------------------- | ------------ | --------------------------- | ---------------------- | -------------------------------- | --------------- | ------------------------------------------------- | --------- |
| 1 | Харачин-Цзои-Монгольский автономный уезд | (1958)       | 420 000 (2003)              | 喀喇沁左翼蒙古族自治县 | Kālāqìn Zuǒyì Měnggǔzú Zìzhìxiàn | монголы         | ᠬᠠᠷᠠᠴᠢᠨ ᠵᠡᠭᠦᠨ ᠭᠠᠷᠤᠨ ᠮᠣᠩᠭᠣᠯ ᠥᠪᠡᠷᠲᠡᠭᠡᠨ ᠵᠠᠰᠠᠬᠤ ᠰᠢᠶᠠᠨ | Цзиньшань |
| 2 | Фусинь-Монгольский автономный уезд       | (1958)       | 730 000 (2003)              | 阜新蒙古族自治县       | Fùxīn Měnggǔzú Zìzhìxiàn         | монголы         | ᠹᠦᠰᠢᠨ ᠦ ᠮᠣᠩᠭᠣᠯ ᠥᠪᠡᠷᠲᠡᠭᠡᠨ ᠵᠠᠰᠠᠬᠤ ᠰᠢᠶᠠᠨ             | Фусинь    |
| 3 | Синьбинь-Маньчжурский автономный уезд    | (1985)       | 310 000 (2003)              | 新宾满族自治县         | Xīnbīn Mǎnzú Zìzhìxiàn           | маньчжуры       | ᠰᡳᠨᠪᡳᠨ ᠮᠠᠨᠵᡠ ᠪᡝᠶᡝ ᡩᠠᠰᠠᠩᡤᠠ ᠰᡳᠶᠠᠨ                   | Синьбинь  |
| 4 | Цинъюань-Маньчжурский автономный уезд    | (1990)       | 340 000 (2003)              | 清原满族自治县         | Qīngyuán Mǎnzú Zìzhìxiàn         | маньчжуры       | ᠴᡳᠩᠶᡠᠸᠠᠨ ᠮᠠᠨᠵᡠ ᠪᡝᠶᡝ ᡩᠠᠰᠠᠩᡤᠠ ᠰᡳᠶᠠᠨ                 | Цинъюань  |
| 5 | Бэньси-Маньчжурский автономный уезд      | (1990)       | 300 000 (2003)              | 本溪满族自治县         | Běnxī Mǎnzú Zìzhìxiàn            | маньчжуры       | ᠪᡝᠨᠰᡳ ᠮᠠᠨᠵᡠ ᠪᡝᠶᡝ ᡩᠠᠰᠠᠩᡤᠠ ᠰᡳᠶᠠᠨ                    | Сяоши     |
| 6 | Хуаньжэнь-Маньчжурский автономный уезд   | (1990)       | 300 000 (2003)              | 桓仁满族自治县         | Huánrén Mǎnzú Zìzhìxiàn          | маньчжуры       | ᡥᡠᠸᠠᠨᡵᡝᠨ ᠮᠠᠨᠵᡠ ᠪᡝᠶᡝ ᡩᠠᠰᠠᠩᡤᠠ ᠰᡳᠶᠠᠨ                 | Хуанжэнь  |
| 7 | Сюянь-Маньчжурский автономный уезд       | (1985)       | 510 000 (2003)              | 岫岩满族自治县         | Xiùyán Mǎnzú Zìzhìxiàn           | маньчжуры       | ᠰᡳᡠᠶᠠᠨ ᠮᠠᠨᠵᡠ ᠪᡝᠶᡝ ᡩᠠᠰᠠᠩᡤᠠ ᠰᡳᠶᠠᠨ                   | Сюянь     |
| 8 | Куаньдянь-Маньчжурский автономный уезд   | (1990)       | 440 000 (2003)              | 宽甸满族自治县         | Kuāndiàn Mǎnzú Zìzhìxiàn         | маньчжуры       | ᡴᡠᠸᠠᠨᡩᡳᠶᠠᠨ ᠮᠠᠨᠵᡠ ᠪᡝᠶᡝ ᡩᠠᠰᠠᠩᡤᠠ ᠰᡳᠶᠠᠨ               | Куаньдянь |

### Синьцзян-Уйгурский автономный район
| Карта | №                                    | Русское название | год создания   | Численность населения (год) | Китайское название             | Пиньинь         | Основные народы | Местное название | Столица |
| ----- | ------------------------------------ | ---------------- | -------------- | --------------------------- | ------------------------------ | --------------- | --- | ---------------- | ------- |
|       |                                      |                  |                |                             |                                |                 | |                  |         |
| 1     | Баркёль-Казахский автономный уезд    | (1954)           | 86 000 (2000)  | 巴里坤哈萨克自治县          | Bālǐkūn Hāsàkèzú Zìzhìxiàn     | казахи — 34,01% | уйг.: باركۆل قازاق ئاپتونوم ناھىيىسى (Barköl Qazaq Aptonom Nahiyisi); казах.: باركول قازاق اۋتونومىييالىق اۋدانى (Баркөл Қазақ аутономиялық ауданы) | Баркёль          |         |
| 2     | Хобоксар-Монгольский автономный уезд | (1954)           | 50 900 (1999)  | 和布克塞尔蒙古自治县        | Hébùkèsài'ěr Ménggǔ Zìzhìxiàn  | монголы         | уйг.: قوبۇقسار موڭغۇل ئاپتونوم ناھىيىسى (Qobuqsar Mongghul Aptonom Nahiyisi), каз.: قوبىقسارى موڭعۇل اۆتونوميالى اۋدانى (Қобықсары Моңғұл автономиялы ауданы), монг.: ᠬᠣᠪᠤᠭ ᠠ ᠰᠠᠢᠷᠢ ᠶᠢᠨ ᠮᠣᠩᠭ᠋ᠣᠯ ᠥᠪᠡᠷᠲᠡᠭᠡᠨ ᠵᠠᠰᠠᠬᠤ ᠰᡞᠶᠠᠨ (Ховогсайрын Монгол өөртөө засах шянь) | Хобоксар         |         |
| 3     | Моры-Казахский автономный уезд       | (1954)           | 90 000 (2000)  | 木垒哈萨克自治县            | Mùlěi Hāsàkèzú Zìzhìxiàn       | казахи          | уйг.: مورى قازاق ئاپتونوم ناھىيىسى (Mori Qazaq Aptonom Nahiyisi); Казах.: مورىي قازاق اۋتونومىييالىق اۋدانى (Мори Қазақ аутономиялық ауданы) | Моры             |         |
| 4     | Чапчал-Сибоский автономный уезд      | (1954)           | 157 800 (1999) | 察布查尔錫伯自治县          | Chábùchá'ěr Xíbó Zìzhìxiàn     | сибо            | уйг.: چاپچال شىبە ئاپتونوم يېزىسى (Chapchal Shibe Aptonom Yézisi), сибо: ᠴᠠᠪᠴᠠᠯ ᠰᡞᠪᡝ ᠪᡝᠶᡝ ᡩᠠᠰᠠᠩᡤᠠ ᠰᡞᠶᠠᠨ (Cabcal Sibe Zijysiyan) | Чапчал           |         |
| 5     | Ташкурган-Таджикский автономный уезд | (1954)           | 31 300 (1999)  | 塔什库尔干塔吉克自治县      | Tǎshíkù'ěrgàn Tǎjíkè Zìzhìxiàn | таджики — 84%   | уйг.: تاشقۇرقان تاجىك ئاپتونوم ناھىيىسى (Tashqurqan Tajik Aptonom Nahiyisi), сарыкольск.: Toxkhürghon Tujik Oftunum Noya | Ташкурган        |         |
| 6     | Яньци-Хуэйский автономный уезд       | (1954)           | 117 500 (2000) | 焉耆回族自治县              | Yānqí Huízú Zìzhìxiàn          | хуэй            | уйг.: يەنجى خۇيزۇ ئاپتونوم ناھىيىسى (Yenji Xuyzu Aptonom nahiyisi) | Яньци            |         |

### Сычуань
| № | Русское название                 | год создания | Численность населения (год) | Китайское название | Пиньинь                    | Основные народы                  | Местное название                         | Столица   |
| - | -------------------------------- | ------------ | --------------------------- | ------------------ | -------------------------- | -------------------------------- | ---------------------------------------- | --------- |
| 1 | Бэйчуань-Цянский автономный уезд | (2003)       | 160 000 (2006)              | 北川羌族自治县     | Běichuān Qiāngzú Zìzhìxiàn | цян — 56,7 %                     | Juda Rrmea nyujugvexueaji xae            | Цюйшань   |
| 2 | Эбянь-Иский автономный уезд      | (1984)       | 140 000 (2004)              | 峨边彝族自治县     | Ébiān Yízú Zìzhìxiàn       | и — 22 %                         | ꊉꀜꆈꌠꊨꏦꏱꅉꑤ                       | Шапин     |
| 3 | Мабянь-Иский автономный уезд     | (1984)       | 180 000 (2004)              | 马边彝族自治县     | Mǎbiān Yízú Zìzhìxiàn      | и — 32 %                         | ꂶꀜꆈꌠꊨꏦꏱꅉꑤ                       | Миньцзянь |
| 4 | Мули-Тибетский автономный уезд   | (1953)       | 130 000 (2004)              | 木里藏族自治县     | Mùlǐ Zàngzú Zìzhìxiàn      | тибетцы — 32,39 %, и — 27,71 % % | མི་ལི་རང་སྐྱོང་རྫོང་ / Mi-li rang-skyong-rdzong | Цяова     |

### Хайнань
| № | Русское название                   | год создания | Численность населения (год) | Китайское название | Пиньинь                          | Основные народы | Местное название | Столица |
| - | ---------------------------------- | ------------ | --------------------------- | ------------------ | -------------------------------- | --------------- | ---------------- | ------- |
| 1 | Байша-Лиский автономный уезд       | (1987)       | 176 377(1999)               | 白沙黎族自治县     | Báishā Lízú Zìzhìxiàn            | ли              | ?                | Яча     |
| 2 | Баотин-Ли-Мяоский автономный уезд  | (1987)       | 155 575(1999)               | 保亭黎族苗族自治县 | Bǎotíng Lízú Miáozú Zìzhìxiàn    | ли, мяо         | ?                | Баочэн  |
| 3 | Чанцзян-Лиский автономный уезд     | (1987)       | 225 131(1999)               | 昌江黎族自治县     | Chāngjiāng Lízú Zìzhìxiàn        | ли              | ?                | Шилу    |
| 4 | Лэдун-Лиский автономный уезд       | (1987)       | 468 834(1999)               | 乐东黎族自治县     | Lèdōng Lízú Zìzhìxiàn            | ли              | ?                | Баою    |
| 5 | Линшуй-Лиский автономный уезд      | (1987)       | 318,691(1999)               | 陵水黎族自治县     | Língshuǐ Lízú Zìzhìxiàn          | ли              | ?                | Динпин  |
| 6 | Цюнчжун-Ли-Мяоский автономный уезд | (1987)       | 196 581(1999)               | 琼中黎族苗族自治县 | Qióngzhōng Lízú Miáozú Zìzhìxiàn | ли, мяо         | ?                | Ингэнь  |

### Хубэй
| № | Русское название                 | год создания | Численность населения (год) | Китайское название | Пиньинь                     | Основные народы | Местное название | Столица    |
| - | -------------------------------- | ------------ | --------------------------- | ------------------ | --------------------------- | --------------- | ---------------- | ---------- |
| 1 | Чанъян-Туцзяский автономный уезд | (1984)       | 410 000                     | 长阳土家族自治县   | Chángyáng Tǔjiāzú Zìzhìxiàn | туцзя — 73%     | ?                | Лунчжоупин |
| 2 | Уфэн-Туцзяский автономный уезд   | (1984)       | 210 000                     | 五峰土家族自治县   | Wǔfēng Tǔjiāzú Zìzhìxiàn    | туцзя — 62%     | ?                | Уфэн       |

### Хунань
| № | Русское название                     | год создания | Численность населения (год) | Китайское название | Пиньинь                          | Основные народы | Местное название | Столица  |
| - | ------------------------------------ | ------------ | --------------------------- | ------------------ | -------------------------------- | --------------- | ---------------- | -------- |
| 1 | Чэнбу-Мяоский автономный уезд        | (1956)       | 250 000 (2003)              | 城步苗族自治县     | Chēngbù Miáozú Zìzhìxiàn         | мяо — 54,77%    | ?                | Жулинь   |
| 2 | Цзянхуа-Яоский автономный уезд       | (1955)       | 460 000                     | 江华瑶族自治县     | Jiānghuá Yáozǔ Zìzhìxiàn         | Яо              | ?                | Тоцзян   |
| 3 | Цзинчжоу-Мяо-Дунский автономный уезд | (1987)       | 260 000                     | 靖州苗族侗族自治县 | Jǐngzhōu Miáozú Dòngzú Zìzhìxiàn | мяо — 44%, дун  | ?                | Цзинчжоу |
| 4 | Маян-Мяоский автономный уезд         | (1990)       | 360 000 (2003)              | 麻阳苗族自治县     | Máyáng Miáozú Zìzhìxiàn          | мяо 73, 17%     | ?                | Гаоцунь  |
| 5 | Тундао-Дунский автономный уезд       | (1954)       | 220 000                     | 通道侗族自治县     | Tōngdào Dòngzú Zìzhìxiàn         | дун             | ?                | Шуанцзян |
| 6 | Синьхуан-Дунский автономный уезд     | (1956)       | 250 000                     | 新晃侗族自治县     | Xīnhuǎng Dòngzú Zìzhìxiàn        | дун             | ?                | Синьхуан |
| 7 | Чжицзян-Дунский автономный уезд      | (1987)       | 360 000                     | 芷江侗族自治县     | Zhǐjiāng Dòngzú Zìzhìxiàn        | дун             | ?                | Чжицзян  |

### Хэбэй
| № | Русское название                               | год создания | Численность населения (год) | Китайское название   | Пиньинь                           | Основные народы    | Местное название                                                                                | Столица  |
| - | ---------------------------------------------- | ------------ | --------------------------- | -------------------- | --------------------------------- | ------------------ | ----------------------------------------------------------------------------------------------- | -------- |
| 1 | Дачан-Хуэйский автономный уезд                 | (1955)       | 117 000 (2008)              | 大厂回族自治县       | Dàchǎng Huízú Zìzhìxiàn           | хуэй               | ?                                                                                               | Дачан    |
| 2 | Фэннин-Маньчжурский автономный уезд            | (1987)       | 380 000 (2004)              | 丰宁满族自治县       | Fēngníng Mǎnzú Zìzhìxiàn          | маньчжуры          | ᡶᡝᠩᠨᡳᠩ ᠮᠠᠨᠵᡠ ᠪᡝᠶᡝ ᡩᠠᠰᠠᠩᡤᠠ ᠰᡳᠶᠠᠨ                                                                 | Дамин    |
| 3 | Куаньчэн-Маньчжурский автономный уезд          | (1990)       | 230 000                     | 宽城满族自治县       | Kuānchéng Mǎnzú Zìzhìxiàn         | маньчжуры          | ᡴᡠᠸᠠᠨᠴᡝᠩ ᠮᠠᠨᠵᡠ ᠪᡝᠶᡝ ᡩᠠᠰᠠᠩᡤᠠ ᠰᡳᠶᠠᠨ                                                               | Куаньчэн |
| 4 | Мэнцунь-Хуэйский автономный уезд               | (1955)       | 180 000 (2004)              | 孟村回族自治县       | Mèngcūn Huízú Zìzhìxiàn           | хуэй               | ?                                                                                               | Мэнцун   |
| 5 | Цинлун-Маньчжурский автономный уезд            | (1987)       | 510 000 (2003)              | 青龙满族自治县       | Qīnglóng Mǎnzú Zìzhìxiàn          | маньчжуры          | ᠴᡳᠩᠯᡠᠩ ᠮᠠᠨᠵᡠ ᠪᡝᠶᡝ ᡩᠠᠰᠠᠩᡤᠠ ᠰᡳᠶᠠᠨ                                                                 | Цинлун   |
| 6 | Вэйчан-Маньчжурско-Монгольский автономный уезд | (1990)       | 520 000                     | 围场满族蒙古族自治县 | Wéichǎng Mǎnzú Měnggǔzú Zìzhìxiàn | маньчжуры, монголы | маньчж. ᠸᡝᡳᠴᠠᠩ ᠮᠠᠨᠵᡠ ᠮᠣᠩᡤᠣ ᠪᡝᠶᡝ ᡩᠠᠰᠠᠩᡤᠠ ᠰᡳᠶᠠᠨ, монг. ᠸᠧᠢᠴᠠᠩ ᠮᠠᠨᠵᠤ ᠮᠣᠩᠭ᠋ᠣᠯ ᠥᠪᠡᠷᠲᠡᠭᠡᠨ ᠵᠠᠰᠠᠬᠤ ᠰᠢᠶᠠᠨ | Вэйчан   |

### Хэйлунцзян
| Русское название                   | год создания | Численность населения (год) | Китайское название   | Пиньинь                      | Основные народы | Местное название                     | Столица |
| ---------------------------------- | ------------ | --------------------------- | -------------------- | ---------------------------- | --------------- | ------------------------------------ | ------- |
| Дурбэд-Монгольский автономный уезд | (1956)       | 250 000 (2003)              | 杜尔伯特蒙古族自治县 | Dù'ěrbótè Měnggǔzú Zìzhìxiàn | монголы         | ᠳᠥᠷᠪᠡᠳ ᠮᠣᠩᠭᠣᠯ ᠥᠪᠡᠷᠲᠡᠭᠡᠨ ᠵᠠᠰᠠᠬᠤ ᠰᠢᠶᠠᠨ | Тайкан  |

### Гирин
| № | Русское название                        | год создания | Численность населения (год) | Китайское название     | Пиньинь                             | Основные народы | Местное название                                | Столица |
| - | --------------------------------------- | ------------ | --------------------------- | ---------------------- | ----------------------------------- | --------------- | ----------------------------------------------- | ------- |
| 1 | Чанбай-Корейский автономный уезд        | (1958)       | 80 000 (2003)               | 长白朝鲜自治县         | Chángbái Cháoxiǎnzú Zìzhìxiàn       | корейцы         | 장백 조선족 자치현                              | Чанбай  |
| 2 | Цянь-Горлос-Монгольский автономный уезд | (1956)       | 580 000 (2003)              | 前郭尔罗斯蒙古族自治县 | Qián’guō'ěrluósī Měnggǔzú Zìzhìxiàn | монголы         | ᠡᠮᠦᠨᠡᠳᠦ ᠭᠣᠷᠯᠣᠰ ᠢᠨ ᠮᠣᠩᠭᠣᠯ ᠥᠪᠡᠷᠲᠡᠭᠡᠨ ᠵᠠᠰᠠᠬᠤ ᠰᠢᠶᠠᠨ | Цяньго  |
| 3 | Итун-Маньчжурский автономный уезд       | (1989)       | 470 000 (2003)              | 伊通满族自治县         | Yītōng Mǎnzú Zìzhìxiàn              | маньчжуры — 38% | ᡳᡨᡠᠩ ᠮᠠᠨᠵᡠ ᠪᡝᠶᡝ ᡩᠠᠰᠠᠩᡤᠠ ᠰᡳᠶᠠᠨ                   | Итун    |

### Цинхай
| № | Русское название                   | год создания | Численность населения (год) | Китайское название | Пиньинь                     | Основные народы                 | Местное название                                       | Столица     |
| - | ---------------------------------- | ------------ | --------------------------- | ------------------ | --------------------------- | ------------------------------- | ------------------------------------------------------ | ----------- |
| 1 | Датун-Хуэй-Туский автономный уезд  | (1986)       | 430 000 (2004)              | 大通回族土族自治县 | Dàtōng Huízú Tǔzú Zìzhìxiàn | хуэй — 28,75%, монгоры — 10,16% | ?                                                      | Цяотоу      |
| 2 | Хэнань-Монгольский автономный уезд | (1954)       | 30 000 (2001)               | 河南蒙古自治县     | Hénán Ménggǔ Zìzhìxiàn      | монголы — 89,55%                | монг. Хэнаний Монгол өөртөө засах шянь                 | Юганьнин    |
| 3 | Хуалун-Хуэйский автономный уезд    | (1954)       | 230 000 (2004)              | 化隆回族自治县     | Huàlóng Huízú Zìzhìxiàn     | хуэй — 51,51%                   | ?                                                      | Баянь       |
| 4 | Хучжу-Туский автономный уезд       | (1954)       | 370 000 (2004)              | 互助土族自治县     | Hùzhù Tǔzú Zìzhìxiàn        | монгоры — 17,58%                | монгорск. Huzhu mongghul szarbaren njeenaa daglagu xan | Вэйюань     |
| 5 | Мэньюань-Хуэйский автономный уезд  | (1953)       | 150 000                     | 门源回族自治县     | Ményuán Huízú Zìzhìxiàn     | хуэй — 43,05%                   | ?                                                      | Хаомэнь     |
| 6 | Миньхэ-Хуэй-Туский автономный уезд | (1986)       | 370 000 (2004)              | 民和回族土族自治县 | Mínhé Huízú Tǔzú Zìzhìxiàn  | хуэй — 39,1%, монгоры — 11,43%  | ?                                                      | Шанчуанькоу |
| 7 | Сюньхуа-Саларский автономный уезд  | (1954)       | 110 000 (2002)              | 循化撒拉族自治县   | Xúnhuà Sǎlázú Zìzhìxiàn     | салары — 61,14%                 | салар.: Göxdeñiz Velayat Yisır Salır Özbaşdak Yurt     | Цзиши       |

### Чжэцзян
| Русское название               | год создания | Численность населения (год) | Китайское название | Пиньинь                  | Основные народы | Местное название | Столица |
| ------------------------------ | ------------ | --------------------------- | ------------------ | ------------------------ | --------------- | ---------------- | ------- |
| Цзиннин-Шэский автономный уезд | (1984)       | 175 484(1999)               | 景宁畲族自治县     | Jǐngníng Shēzú Zìzhìxiàn | шэ — 9,2%       | ?                | Хэси    |

### Чунцин
| № | Русское название                     | год создания | Численность населения (год) | Китайское название   | Пиньинь                           | Основные народы              | Местное название | Столица  |
| - | ------------------------------------ | ------------ | --------------------------- | -------------------- | --------------------------------- | ---------------------------- | ---------------- | -------- |
| 1 | Пэншуй-Мяо-Туцзяский автономный уезд | (1984)       | 622 200 (2001)              | 彭水苗族土家族自治县 | Péngshuǐ Miáozú Tǔjiāzú Zìzhìxiàn | мяо — 43,95%, туцзя — 11,98% | ?                | Ханьцзя  |
| 2 | Сюшань-Туцзя-Мяоский автономный уезд | (1983)       | 620 000 (2006)              | 秀山土家族苗族自治县 | Xiùshān Tǔjiāzú Miáozú Zìzhìxiàn  | мяо — 10,78%, туцзя — 31,86% | ?                | Чжунхэ   |
| 3 | Шичжу-Туцзяский автономный уезд      | (1984)       | 510 000                     | 石柱土家族自治县     | Shízhù Tǔjiāzú Zìzhìxiàn          | туцзя — 68,39%               | ?                | Наньбинь |
| 4 | Юян-Туцзя-Мяоский автономный уезд    | (1983)       | 760 000 (2006)              | 酉阳土家族苗族自治县 | Yǒuyáng Tǔjiāzú Miáozú Zìzhìxiàn  | туцзя — 60,84%, мяо — 11,2%  | ?                | Чжундо   |

### Юньнань
| №  | Русское название                               | год создания | Численность населения (год) | Китайское название             | Пиньинь                                          | Основные народы                     | Местное название                    | Столица  |
| -- | ---------------------------------------------- | ------------ | --------------------------- | ------------------------------ | ------------------------------------------------ | ----------------------------------- | ----------------------------------- | -------- |
| 1  | Цанъюань-Ваский автономный уезд                | (1964)       | 157 219(1999)               | 沧源佤族自治县                 | Cāngyuán Wǎzú Zìzhìxiàn                          | ва                                  | ?                                   | Мэндун   |
| 2  | Эшань-Ийский автономный уезд                   | (1951)       | 145 783(1999)               | 峨山彝族自治县                 | Èshān Yìzú Zìzhìxiàn                             | и — 48 %                            | ?                                   | Шуанцзян |
| 3  | Гэнма-Дай-Ваский автономный уезд               | (1955)       | 245 251(1999)               | 耿马傣族佤族自治县             | Gěngmǎ Dǎizú Wǎzú Zìzhìxiàn                      | дайцы, ва                           | ?                                   | Гэнма    |
| 4  | Гуншань-Дулун-Нуский автономный уезд           | (1956)       | 33 500(1998)                | 贡山独龙族怒族自治县           | Gòngshān Dúlóngzú Nùzú Zìzhìxiàn                 | дулуны — 14,96 %, ну — 18,3 %       | ?                                   | Цзыкай   |
| 5  | Хэкоу-Яоский автономный уезд                   | (1963)       | 80 000(2004)                | 河口瑶族自治县                 | Hékǒu Yáozú Zìzhìxiàn                            | яо                                  | ?                                   | Хэкоу    |
| 6  | Цзянчэн-Хани-Ийский автономный уезд            | (1954)       | 90 000 (2004)               | 江城哈尼族彝族自治县           | Jiāngchéng Hānízú Yízú Zìzhìxiàn                 | хани — 50 %, и — 12 %               | ?                                   | Мэнцзе   |
| 7  | Цзиндун-Ийский автономный уезд                 | (1985)       | 350 000 (2004)              | 景东彝族自治县                 | Jǐngdōng Yìzú Zìzhìxiàn                          | и — 37 %                            | ?                                   | Цзинпин  |
| 8  | Цзингу-Дай-Ийский автономный уезд              | (1985)       | 300 000 (2004)              | 景谷傣族彝族自治县             | Jǐnggǔ Dǎizú Yízú Zìzhìxiàn                      | дайцы — 13 %, и — 14 %              | ?                                   | Вэйюань  |
| 9  | Цзиньпин-Мяо-Яо-Дайский автономный уезд        | (1985)       | 320 000 (2004)              | 金平苗族瑤族傣族自治县         | Jīnpíng Miáozú Yáozú Dǎizú Zìzhìxiàn             | мяо — 25,25 %, яо, дайцы            | ?                                   | Цзиньхэ  |
| 10 | Ланьцан-Лахуский автономный уезд               | (1953)       | 460 976(2004)               | 澜沧拉祜族自治县               | Láncāng Lāhùzú Zìzhìxiàn                         | лаху                                | ?                                   | Ланьцан  |
| 11 | Ланьпин-Бай-Пумиский автономный уезд           | (1988)       | 190 000                     | 兰坪白族普米族自治县           | Lánpíng Báizú Pǔmǐzú Zìzhìxiàn                   | бай, пуми                           | ?                                   | Цзиньдин |
| 12 | Юйлун-Насиский автономный уезд                 | (2002)       | 210 000 (2002)              | 玉龙纳西族自治县               | Yùlóng Nàxīzú Zìzhìxiàn                          | наси — 95,74 %                      | ?                                   | Хуаншань |
| 13 | Луцюань-И-Мяоский автономный уезд              | (1985)       | 450 000 (2002)              | 禄劝彝族苗族自治县             | Lùquàn Yízú Miáozú Zìzhìxiàn                     | и, мяо                              | ?                                   | Пиншань  |
| 14 | Моцзян-Ханийский автономный уезд               | (1979)       | 350 000 (2004)              | 墨江哈尼族自治县               | Mòjiāng Hānízú Zìzhìxiàn                         | хани                                | ?                                   | Цзюлянь  |
| 15 | Мэнлянь-Дай-Лаху-Ваский автономный уезд        | (1954)       | 107 908                     | 孟连傣族拉祜族佤族自治县       | Mènglián Dǎizú Lāhùzú Wǎzú Zìzhìxiàn             | дайцы, лаху, ва                     | ?                                   | Мынлянь  |
| 16 | Наньцзянь-Ийский автономный уезд               | (1965)       | 217 604                     | 南涧彝族自治县                 | Nánjiàn Yìzú Zìzhìxiàn                           | и — 32 %                            | ?                                   | Нанцзянь |
| 17 | Нинлан-Ийский автономный уезд                  | (1956)       | 230 000 (2002)              | 宁蒗彝族自治县                 | Nínglàng Yìzú Zìzhìxiàn                          | и — 56 %                            | ꆀꆿꆈꌠꊨꏦꏱꅉꑤ                  | Дасин    |
| 18 | Нинъэр-Хани-Ийский автономный уезд             | (1985)       | 184 235                     | 宁洱哈尼族彝族自治县           | Ning’er Hānízú Yízú Zìzhìxiàn                    | хани — 22 %, и — 16 %               | ?                                   | Нинъэр   |
| 19 | Пинбянь-Мяоский автономный уезд                | (1963)       | 150 000 (2003)              | 屏边苗族自治县                 | Píngbiān Miáozú Zìzhìxiàn                        | мяо — 40,2 %                        | ?                                   | Юйпин    |
| 20 | Шилинь-Ийский автономный уезд                  | (1956)       | 229 311 (2003)              | 石林瑶族自治县                 | Shílín Yáozú Zìzhìxiàn                           | и                                   | ?                                   | Луфу     |
| 21 | Шуанцзян-Лаху-Ва-Булан-Дайский автономный уезд | (1985)       | 161 216 (1999)              | 双江拉祜族佤族布朗族傣族自治县 | Shuāngjiāng Lāhùzú Wǎzú Bùlǎngzú Dǎizú Zìzhìxiàn | лаху, ва, буланы, дайцы             | ?                                   | Мэнмэн   |
| 22 | Вэйшань-И-Хуэйский автономный уезд             | (1956)       | 300 000                     | 巍山彝族回族自治县             | Wēishān Yízú Huízú Zìzhìxiàn                     | и, хуэй                             | ?                                   | Вэньхуа  |
| 23 | Вэйси-Лисуский автономный уезд                 | (1985)       | 152 200 (2006)              | 维西傈僳族自治县               | Wéixī Lìsùzú Zìzhìxiàn                           | лису — 54,35 %                      | Лису: WEI-XI. LI-SU X∩: FI, C∩, X∀, | Чжаси    |
| 24 | Симэн-Ваский автономный уезд                   | (1965)       | 81 596                      | 西盟佤族自治县                 | Xīméng Wǎzú Zìzhìxiàn                            | ва                                  | ?                                   | Мынсо    |
| 25 | Синьпин-И-Дайский автономный уезд              | (1980)       | 270 000 (2004)              | 新平彝族傣族自治县             | Xīnpíng Yìzú Dǎizú Zìzhìxiàn                     | и — 45 %, дайцы — 15 %              | ?                                   | Гуйшань  |
| 26 | Сюньдянь-Хуэй-Ийский автономный уезд           | (1979)       | 500 000 (2002)              | 寻甸回族彝族自治县             | Xúndiàn huízú yízú Zìzhìxiàn                     | и — 8,71 %, хуэйцзу — 11,53 %       | ?                                   | Жэньдэ   |
| 27 | Янби-Ийский автономный уезд                    | (1985)       | 100 000 (2004)              | 漾濞彝族自治县                 | Yàngbì Yìzú Zìzhìxiàn                            | и — 37 %                            | ?                                   | Дацзе    |
| 28 | Юаньцзян-Хани-И-Дайский автономный уезд        | (1980)       | 200 000 (2004)              | 元江哈尼族彝族傣族自治县       | Yuánjiāng Hānízú Dǎizú Yízú Zìzhìxiàn            | хани — 36 %, и — 21 %, дайцы — 11 % | ?                                   | Юаньцзян |
| 29 | Чжэньюань-И-Хани-Лахуский автономный уезд      | (1990)       | 210 000 (2004)              | 镇沅彝族哈尼族拉祜族自治县     | Zhènyuán Yízú Hānízú Lāhùzú Zìzhìxiàn            | и — 25 %, хани — 11 %, лаху — 6 %   | ?                                   | Эньлэ    |

## Бывшие автономные уезды
Фанчэнганский многонациональный автономный уезд (1978-1993 года), Гуанси-Чжуанский автономный район.
Цяньцзян-Туцзя-Мяоский автономный уезд (1983-1998 года), Чунцин.

## Число по провинциям
- 29 автономных уездов в Юньнани,
- 12 в Гуанси-Чжуанском автономном районе
- 11 в Гуйчжоу,
- 8 в Ляонине,
- 7 в Ганьсу,
- 7 в Хунани,
- 7 в Цинхае,
- 6 в Хайнани,
- 6 в Хэбэе,
- 6 в СУАР,
- 4 в Сычуани,
- 4 в Чунцине
- 3 в Гирине
- 3 во Внутренней Монголии,
- 3 в Гуандуне,
- 2 в Хубэе,
- 1 в Чжэцзяне,
- 1 в Хэйлунцзяне.

## История
| год  | число автономных уездов созданных | Общее число |
| ---- | --------------------------------- | ----------- |
| 1950 | 4                                 |             |
| 1951 | 2                                 | 6           |
| 1952 | 3                                 | 9           |
| 1953 | 6                                 | 15          |
| 1954 | 16                                | 31          |
| 1955 | 5                                 | 36          |
| 1956 | 10                                | 46          |
| 1957 | 1                                 | 47          |
| 1958 | 5                                 | 52          |
| 1962 | 1                                 | 53          |
| 1963 | 4                                 | 57          |
| 1964 | 1                                 | 58          |
| 1965 | 2                                 | 60          |
| 1966 | 1                                 | 61          |
| 1979 | 2                                 | 63          |
| 1980 | 2                                 | 65          |
| 1981 | 2                                 | 67          |
| 1983 | 2                                 | 69          |
| 1984 | 10                                | 79          |
| 1985 | 10                                | 89          |
| 1986 | 2                                 | 91          |
| 1987 | 16                                | 107         |
| 1988 | 1                                 | 108         |
| 1989 | 1                                 | 109         |
| 1990 | 9                                 | 118         |
| 2002 | 1                                 | 119         |
| 2003 | 1                                 | 120         |